# Liło Popliłow
Liło Popliłow (bułg. Лило Поплилов) – izraelski brydżysta bułgarskiego pochodzenia, mistrz Europy w kategorii Mixed Teams (Antalya 2007, z zespołem Dhondy).
Od 2003 roku współpracuje z izraelskim miesięcznikiem „Bridge” (IBF) jako redaktor i grafik (DTP); m.in. wymieniany w stopce jako redaktor (2012) i edytor graficzny (2020).

## Wyniki brydżowe

### Olimpiady
Na olimpiadach uzyskał następujące rezultaty:
| Olimpiady brydżowe. Zawody teamów | Olimpiady brydżowe. Zawody teamów | Olimpiady brydżowe. Zawody teamów | Olimpiady brydżowe. Zawody teamów | Olimpiady brydżowe. Zawody teamów | Olimpiady brydżowe. Zawody teamów |
| Rok                               | Miejsce                           | Zawody                            | Kategoria                         | Drużyna                           | Pozycja                           |
| --------------------------------- | --------------------------------- | --------------------------------- | --------------------------------- | --------------------------------- | --------------------------------- |
| 2000                              | Maastricht                        | 11. Olimpiada Brydżowa            | Open                              | Israel                            | 17                                |

### Zawody światowe
W światowych zawodach zdobył następujące lokaty:
| Mistrzostwa Świata. Konkurencja teamów | Mistrzostwa Świata. Konkurencja teamów | Mistrzostwa Świata. Konkurencja teamów                | Mistrzostwa Świata. Konkurencja teamów | Mistrzostwa Świata. Konkurencja teamów | Mistrzostwa Świata. Konkurencja teamów |
| Rok                                    | Miejsce                                | Zawody                                                | Kategoria                              | Drużyna                                | Pozycja                                |
| -------------------------------------- | -------------------------------------- | ----------------------------------------------------- | -------------------------------------- | -------------------------------------- | -------------------------------------- |
| 2019                                   | Wuhan                                  | 44. Drużynowe Mistrzostwa Świata                      | Seniorzy                               | Bułgaria                               | 21                                     |
| 2004                                   | Stambuł                                | 3. Transnarodowe Mistrzostwa Świata Teamów Mikstowych | Miksty                                 | Sarilevi                               | 104                                    |
| 2002                                   | Montreal                               | 11. Mistrzostwa Świata                                | Open                                   | Attunity                               | 113                                    |
| 2000                                   | Maastricht                             | 11. Olimpiada Brydżowa                                | Miksty                                 | Israel                                 | 30                                     |

| Mistrzostwa Świata. Konkurencja par | Mistrzostwa Świata. Konkurencja par | Mistrzostwa Świata. Konkurencja par | Mistrzostwa Świata. Konkurencja par | Mistrzostwa Świata. Konkurencja par | Mistrzostwa Świata. Konkurencja par |
| Rok                                 | Miejsce                             | Zawody                              | Kategoria                           | Partner                             | Pozycja                             |
| ----------------------------------- | ----------------------------------- | ----------------------------------- | ----------------------------------- | ----------------------------------- | ----------------------------------- |
| 2006                                | Werona                              | 12. Mistrzostwa Świata              | Open                                | Matiłda Popliłow                    | 149                                 |
| 2006                                | Werona                              | 12. Mistrzostwa Świata              | Miksty                              | Matiłda Popliłow                    | 89                                  |
| 2002                                | Montreal                            | 11. Mistrzostwa Świata              | Open                                | Paul Weinstock                      | 231                                 |
| 2002                                | Montreal                            | 11. Mistrzostwa Świata              | Miksty                              | Matiłda Popliłow                    | 143                                 |
| 1998                                | Lille                               | 10. Mistrzostwa Świata              | Miksty                              | Matiłda Popliłow                    | 53                                  |

### Zawody europejskie
W europejskich zawodach zdobył następujące lokaty:
| Zawody europejskie. Konkurencja teamów | Zawody europejskie. Konkurencja teamów | Zawody europejskie. Konkurencja teamów | Zawody europejskie. Konkurencja teamów | Zawody europejskie. Konkurencja teamów | Zawody europejskie. Konkurencja teamów |
| Rok                                    | Miejsce                                | Zawody                                 | Kategoria                              | Drużyna                                | Pozycja                                |
| -------------------------------------- | -------------------------------------- | -------------------------------------- | -------------------------------------- | -------------------------------------- | -------------------------------------- |
| 2017                                   | Montecatini Terme                      | 8. Otwarte Mistrzostwa Europy          | Miksty                                 | TIDA STELI                             | 48                                     |
| 2016                                   | Budapeszt                              | 53. Drużynowe Mistrzostwa Europy       | Seniorzy                               | Bułgaria                               | 15                                     |
| 2009                                   | San Remo                               | 4. Otwarte Mistrzostwa Europy          | Miksty                                 | Dhondy                                 | 44                                     |
| 2007                                   | Antalya                                | 3. Otwarte Mistrzostwa Europy          | Open                                   | Bo                                     | 17                                     |
| 2007                                   | Antalya                                | 3. Otwarte Mistrzostwa Europy          | Miksty                                 | Dhondy                                 | 1                                      |
| 2004                                   | Malmö                                  | 47. Drużynowe Mistrzostwa Europy       | Open (trener)                          | Izrael                                 | 14                                     |
| 2003                                   | Mentona                                | 1. Otwarte Mistrzostwa Europy          | Open                                   | Sagiv                                  | 117                                    |
| 2003                                   | Mentona                                | 1. Otwarte Mistrzostwa Europy          | Miksty                                 | Sagiv                                  | 74                                     |
| 2002                                   | Ostenda                                | 7. Mistrzostwa Europy Mikstów          | Miksty                                 | Sagiv                                  | 53                                     |
| 2000                                   | Bellaria                               | 6. Mistrzostwa Europy Mikstów          | Miksty                                 | Sagiv                                  | 73                                     |
| 1990                                   | Bordeaux                               | 1. Mistrzostwa Europy Mikstów          | Miksty                                 | Lorer                                  | 54                                     |

| Zawody europejskie. Konkurencja par | Zawody europejskie. Konkurencja par | Zawody europejskie. Konkurencja par | Zawody europejskie. Konkurencja par | Zawody europejskie. Konkurencja par | Zawody europejskie. Konkurencja par |
| Rok                                 | Miejsce                             | Zawody                              | Kategoria                           | Partner                             | Pozycja                             |
| ----------------------------------- | ----------------------------------- | ----------------------------------- | ----------------------------------- | ----------------------------------- | ----------------------------------- |
| 2017                                | Montecatini Terme                   | 8. Otwarte Mistrzostwa Europy       | Miksty                              | Matiłda Popliłow                    | 53                                  |
| 2009                                | San Remo                            | 4. Otwarte Mistrzostwa Europy       | Miksty                              | Matiłda Popliłow                    | 157                                 |
| 2007                                | Antalya                             | 3. Otwarte Mistrzostwa Europy       | Miksty                              | Matiłda Popliłow                    | 9                                   |
| 2007                                | Antalya                             | 3. Otwarte Mistrzostwa Europy       | Open                                | Gila Emody                          | 147                                 |
| 2005                                | Teneryfa                            | 2. Otwarte Mistrzostwa Europy       | Open                                | Serjio Kovaliu                      | 81                                  |
| 2005                                | Teneryfa                            | 2. Otwarte Mistrzostwa Europy       | Mikst                               | Matiłda Popliłow                    | 69                                  |
| 2003                                | Mentona                             | 1. Otwarte Mistrzostwa Europy       | Open                                | Jehuda Sagiw                        | 326                                 |
| 2003                                | Mentona                             | 1. Otwarte Mistrzostwa Europy       | Mikst                               | Stella Sagiw                        | 145                                 |
| 2002                                | Ostenda                             | 7. Mistrzostwa Europy Mikstów       | Mikst                               | Stella Sagiw                        | 11                                  |
| 1990                                | Bordeaux                            | 1. Mistrzostwa Europy Mikstów       | Mikst                               | Matilda Lorer                       | 85                                  |

## Klasyfikacja
- Liło Popliłow – klasyfikacja WBF (ang.)
- Liło Popliłow – klasyfikacja EBL (ang.)